# Dominik Radziwiłł (ur. 1964)
Dominik Radziwiłł (ur. 1 listopada 1964 w Warszawie) – polski lingwista, menedżer, w latach 2009–2012 podsekretarz stanu w Ministerstwie Finansów.

## Życiorys
Ukończył lingwistykę stosowaną na Uniwersytecie Warszawskim, w latach 80. mieszkał w Paryżu, gdzie studiował w Instytucie Nauk Politycznych. Pracował w bankowości: w amerykańskim Bankers Trust, we francuskim Banque Armil i w Dresdner Bank. W Polsce doradzał podczas prywatyzacji przedsiębiorstw w latach 90. W czerwcu 2007 powołany na prezesa zarządu holdingu Grupy Kapitałowej BOT Górnictwo i Energetyka (wcześniej był tam prokurentem), ale w lutym 2008 zdecydował się ustąpić z tej funkcji.
13 lutego 2009 został powołany na stanowisko podsekretarza stanu w Ministerstwie Finansów. 31 lipca 2012 został odwołany ze stanowiska w związku z przejściem do pracy w Międzynarodowym Funduszu Walutowym, gdzie do 2015 był zastępcą dyrektora wykonawczego z ramienia Polski. Został następnie członkiem komitetu inwestycyjnego Europejskiego Funduszu na rzecz Inwestycji Strategicznych (EFSI) oraz przewodniczącym rady nadzorczej spółki akcyjnej Trakcja PRKiI, zastępując swojego kuzyna Macieja Radziwiłła.

## Życie prywatne
Wywodzi się z rodziny szlacheckiej pieczętującej się herbem Trąby. Jest synem Jana Macieja Radziwiłła i Elżbiety z domu Karskiej, wnukiem Konstantego Mikołaja Radziwiłła i kuzynem Konstantego Radziwiłła oraz Macieja Radziwiłła. Żonaty z Elżbietą z domu Milewską, mają troje dzieci.